# 아이라 에르두란
아이라 에르두란(Ayla Erduran, 1934년 8월 22일~2025년 1월 7일)은 튀르키예의 바이올린 연주자, 음악가이다.